# Decretal
Una epístola decretal (en llatí episola decretalis o litteræ decretales) és una carta mitjançant la qual el Papa, en resposta a una petició, dicta una regla en matèria disciplinària o canònica. La decretal pot tractar d'un afer general o particular, i es diferencia del decret pontifici en que el Papa ho dicta pel seu propi poder.
Recopilades pels canonges conjuntament amb els decrets conciliars, participen de l'elaboració del dret canònic de l'Edat Mitjana. Entre les compilacions més cèlebres, es poden esmentar les de Burcard de Worms i d'Iu de Chartres, així com el Decret de Gracià.

## Decretals
Són col·leccions d'epístoles o decisions pontifícies.
Comunament, es coneixen amb aquest nom cinc col·leccions que formen part del dret canònic i que són les següents:
- la de Gregori IX encomanada fer a sant Ramon de Penyafort, i enllestida en 1234, anomenada també Liber extra.
- la de Bonifaci VIII anomenada també sisena de decretals.
- la de Climent V o setena de decretals.
- les dos d'extravagants que comprén vint constitucions de Joan XXII i moltes decretals des d'Urbà IV fins Sixte IV.

## Falses decretals
Es coneixen com a falses decretals o pseudodecretals la col·lecció d'epístoles i decisions apòcrifes dels papes donades a llum com a autèntiques per Isidor Mercator amb el fi d'eixamplar l'autoritat pontifícia a costa de la dels diocesans i metropolitans. Es publicaren per primera volta en Alemanya a començaments del segle ix i, tot i que posteriorment es provà la seua falsedat, continuaren tenint força i servint de suport a diverses prerrogatives de la seu romana.